# Museo público de arte moderno y contemporáneo de Argel
El Museo público nacional de arte moderno y contemporáneo de Argel (abreviado en MaMa; en francés: Musée public national d’art moderne et contemporain d’Alger) es un museo público de arte contemporáneo de la ciudad de Argel, Argelia. Fue inaugurado en 2007 como parte del evento "Argel, capital de la Cultura Árabe 2007", promovido por la ministra de Cultura de Argelia Khalida Toumi.
El Museo de Arte Moderno se encuentra en la vía comercial Larbi Ben M'hidi (antigua rue d'Isly). Con arquitectura neoárabe, el edificio fue construido en 1900 para albergar los grandes almácenes de la Argelia colonial "Las Galerías de Francia", que después de la independencia del país en 1962 fueron renombradas "Galerías argelinas". Después de la quiebra de los almacenes en 1988, fue adquirido por el ministerio de Cultura argelino.
En 2012 el museo no disponía todavía de colección permanente en exposición y se centraba en la difusión del arte contemporáneo argelino con exposiciones en homenaje a los principales artistas plásticos del país y algunas exposiciones de artistas extranjeros a pesar de los altos costes de este tipo de muestras. En cinco años de existencia el MaMa organizó más de una treintena de exposiciones, seminarios y coloquios. Acoge también las actividades del FIAC (Festival international de l’art contemporain, Festival Internacional del Arte Contemporáneo) y del FesPa (Festival national de la photographie, Festival Nacional de Fotografía). El museo cuenta con un espacio de 3.000 m², pero están previstas obras que permitan la utilización del edificio entero, de 13.000 m² de superficie.